# 박태서
박태서(1967년 9월 26일 ~ )는 대한민국 KBS의 前 기자다.

## 학력
- 상산고등학교
- 한국외국어대학교 영어학과 학사
- 세종대학교 언론홍보대학원 석사 (학위논문명:텔레비전 뉴스의 선거여론조사 보도양식에 대한 연구 : 2002/2007대선, 2004/2008총선보도 비교분석)

## 경력
- 1994년 : KBS 공채 20기 기자 입사
- 2004년 11월 ~ 2006년 12월 : KBS 보도본부 2TV뉴스제작팀 기자, KBS 앵커
- 2012년 4월 ~ 2016년 9월 : KBS 뉴욕 특파원
- 2018년 4월 ~ 2019년 11월 : KBS 전략기획실 대외협력국장
- 2019년 11월 ~ 2021년 4월 : KBS 보도본부 통합뉴스룸 정치국제주간
- 2021년 4월 ~ 2021년 12월 : KBS 보도본부 통합뉴스룸 시사제작국장
- 2021년 12월 ~ 2022년 5월 : KBS 보도본부 통합뉴스룸 해설위원
- 2024년 6월 ~ 2025년 9월 : 국회의장 공보수석비서관

## 진행

### 현재
- 무정

### 과거
- 2022 대통령선거 중앙선관위주관 TV토론 진행
- 2022 대선, 2020 총선 KBS개표방송 메인앵커
- KBS 1TV 일요진단 라이브 진행 (2019년 6월 2일 ~ 2022년 4월 24일)

- KBS 2TV KBS 아침뉴스타임 진행 (2004년 11월 1일 ~ 2005년 9월 2일)

- KBS 1TV KBS 뉴스광장 임시진행 (2010년 8월 16일 ~ 8월 20일)